# Cerodontha courtalamensis
Cerodontha courtalamensis este o specie de muște din genul Cerodontha, familia Agromyzidae, descrisă de Beri și Ipe în anul 1971. Conform Catalogue of Life specia Cerodontha courtalamensis nu are subspecii cunoscute.